# Chinaza Uchendu
Chinaza Love Uchendu (nacida el 3 de diciembre de 1997) es una futbolista internacional nigeriana que juega como delantera . Es integrante del equipo nacional de fútbol femenino de Nigeria. A nivel club, jugó para Rivers Angels antes de mudarse a Braga en Portugal . 

## Carrera futbolística
Uchendu jugó para Rivers Angels en la la liga primera de mujeres de Nigeria desde principios de 2017 hasta julio de 2018, ya que luego se transfirió a Braga en Portugal .

### Carrera internacional
Durante la Copa Africana de Naciones Africanas 2018, Uchendu solo jugó la final, donde fue sustituida 8 minutos antes del final del tiempo extra. Anotó uno de los cuatro penales de la tanda, que le valió al equipo nacional de fútbol femenino de Nigeria el campeonato.